# Campeonato Mundial de Curling Masculino de 2011
El LIII Campeonato Mundial de Curling Masculino se celebró en Regina (Canadá) entre el 2 y el 10 de abril de 2011 bajo la organización de la Federación Mundial de Curling (WCF) y la Federación Canadiense de Curling.
Las competiciones se realizaron en el Evraz Place de la ciudad canadiense.

## Tabla de posiciones
| Pos | Equipo          | G  | P  | G–P |
| --- | --------------- | -- | -- | --- |
| 1   | Canadá          | 10 | 1  | –   |
| 2   | Escocia         | 9  | 2  | –   |
| 3   | Suecia          | 7  | 4  | 2–0 |
| 4   | Noruega         | 7  | 4  | 1–1 |
| 5   | Francia         | 7  | 4  | 0–1 |
| 6   | Alemania        | 6  | 5  | 1–0 |
| 7   | Suiza           | 6  | 5  | 0–1 |
| 8   | República Checa | 5  | 6  | –   |
| 9   | China           | 4  | 7  | –   |
| 10  | Estados Unidos  | 3  | 8  | –   |
| 11  | Corea del Sur   | 2  | 9  | –   |
| 12  | Dinamarca       | 0  | 11 | –   |

## Cuadro final
|  | Clasif. a semifinal | Clasif. a semifinal | Clasif. a semifinal |  |  | Semifinal | Semifinal |  |              | Final        | Final |
|  |                     |                     |                     |  |  |           |           |  |              |              |       |
|  | 1                   | Canadá              | 5                   |  |  |           |           |  |              |              |       |
|  | 2                   | Escocia             | 2                   |  |  |           |           |  |              | Canadá       | 6     |
|  |                     |                     |                     |  |  | Escocia   | 7         |  | Escocia      | 5            |       |
|  |                     | Noruega             | 6                   |  |  |           |           |  |              |              |       |
|  | 3                   | Suecia              | 2                   |  |  |           |           |  | Tercer lugar | Tercer lugar |       |
|  | 4                   | Noruega             | 7                   |  |  |           |           |  |              |              |       |
|  |                     |                     |                     |  |  |           |           |  |              | Suecia       | 7     |
|  |                     |                     |                     |  |  |           |           |  |              | Noruega      | 6     |

## Medallistas
| Evento    | Oro                                                                                        | Plata                                                                                | Bronce                                                                                     |
| --------- | ------------------------------------------------------------------------------------------ | ------------------------------------------------------------------------------------ | ------------------------------------------------------------------------------------------ |
| Masculino | Canadá · Jeffrey Stoughton · Jonathan Mead · Reid Carruthers · Stephen Gould · Garth Smith | Escocia Thomas Brewster Greg Drummond Scott Andrews Michael Goodfellow Duncan Fernie | Suecia · Niklas Edin · Sebastian Kraupp · Fredrik Lindberg · Viktor Kjäll · Oskar Eriksson |